# Nisrín Akram Khouri
Nisrín Akram Khouri (Homs, Síria, 1983) és una poetessa siriana.
Nisrín Akram Khouri fou la guanyadora de la primera edició del 'Premi Roissy-en-Brie' per a escriptors i escriptores refugiades a Europa, convocat pel PEN català el 2021. El premi li fou atorgat pel seu poemari en àrab "زلةخارجالحكاية“ (Pas en fals al marge de la història). El Juliol de 2022 fou presentada a Alacant, la seva ciutat de residència, amb versió bilingüe, en àrab i català.
Després de donar a conèixer els seus primers poemes el 2010 a diferents llocs web, el 2015 publica a Damasc el seu poemari "En una gerra de guerra" i en 2017 apareix a Itàlia la seua primera novel·la, "Wadi Qandil", premiada amb una beca de la Fundació Cultural Mawrid. En 2019 publica el seu poemari Clava una patacada a la porta de casa i surt i participa al llibre col·lectiu Jo soc vosaltres. Sis poetes de Síria, amb edició de Mohamad Bitari i traducció de Margarida Castells i Criballés. Pas en fals al marge de la història és el seu tercer poemari.
L'any 2020 es va publicar ‘Jo soc vosaltres. Sis poetes de Síria’, un llibre que en el marc de la XXXVII edició dels Premis Cavall Verd, va guanyar el 'Premi Rafel Jaume' a la millor traducció poètica de l'any i que recull un part de la producció de sis poetes sirians, fruit d'una tria a cura de Mohamad Bitari i que ha traduït al català Margarida Castells Criballés. El recull resegueix precisament, la producció de Nisrín Akram Khouri, així com també la de Raed Wahesh, Rasha Omran, Talal Bu Khadar, Abdul·lah Al-Hariri i Wael Saadeddín; algunes de les veus d'una generació poètica majoritàriament activa i compromesa amb la revolució siriana del 2011 i que va donar lloc a una guerra civil que encara dura avui. Alguns d'aquests poemes van formar part d'un recital poètic a Barcelona.